# 扎金索斯
扎金索斯（希臘語：Ζάκυνθος），是希腊伊奧尼亞群島大區扎金索斯专区的一个市镇，市镇面积为407.58平方公里，2021年人口数量为41,180人。而同名市区（即2010年前的市镇）的面积则为45.79平方公里，2021年人口数量为16,996人。该市镇包括整个扎金索斯島及附近的一些小岛。
该地是希腊诗人索洛莫斯的家乡，他的诗作《自由颂》后来被选为希腊国歌。港口附近的索洛莫斯广场上树立有他的大理石塑像。

## 行政
现今的扎金索斯市镇成立于2011年的地方政府改革中，由原6个市镇合并而成，原市镇则成为新市镇的市区。扎金索斯市区（即原扎金索斯市镇）位于同名岛屿的最东部。